# آرسن گالستیان
آرسن گالستیان (ارمنی: Արսեն Գալստյան؛ زادهٔ ۱۹ فوریهٔ ۱۹۸۹ در نرکین کارمیرآغبیور، استان تاووش) یک جودوکار اهل ارمنستان-روسیه است.